# 佐藤大吾
佐藤 大吾（さとう だいご、1973年10月28日 - ） は、日本の社会起業家、教育者。
寄付文化の普及や非営利組織の信頼性向上に尽力し、日本にインターンシップやクラウドファンディングを導入した先駆者として知られる。武蔵野大学アントレプレナーシップ学部教授、NPO法人ドットジェイピー理事長、42 Tokyo副理事長などを務める。大阪府堺市出身、神奈川県葉山町在住。

## 人物・活動

### 初期のキャリアとインターンシップの普及
佐藤は大阪大学法学部在学中に、インターンシップ普及団体「アウトポスト」を設立し、後に国内初のインターンシップ専業企業として法人化、代表取締役に就任。当時はまだ日本国内企業のほとんどが導入していなかったインターンシップの普及啓発活動に取り組んだ。
1998年には、国内初となる議員事務所でのインターンシップ事業を開始。のちに若年層の投票率向上を目的に議員事務所や行政機関でのインターンシップに特化したNPO法人ドットジェイピーを設立。これまでに約4万5千人が参加、約250名の議員が輩出されるなど、日本のインターンシップ文化に大きな影響を与えた。
また、鈴木寛が主宰する勉強会で川邊健太郎らと出会い、同世代の学生が創業した株式会社電脳隊の大阪支社長も務めた。

### クラウドファンディング「JustGiving Japan」
2010年、国内初のクラウドファンディングプラットフォーム「JustGiving Japan」を立ち上げ、日本に寄付文化を根付かせるべく、個人や企業がインターネットから簡単に寄付できる仕組みを提供。同プラットフォームは日本の寄付市場に大きな影響を与えた。2019年、同事業は株式会社LIFULLに譲渡され、株式会社トラストバンクに引き継がれたが、引き続き寄付文化の発展に関与している。

### 教育活動とIT人材育成
2021年、武蔵野大学アントレプレナーシップ学部教授に就任し、起業家教育を推進。2023年にはフランス発のエンジニア育成機関「42 Tokyo」の副理事長・事務局長に就任し、日本のIT人材育成に貢献している。

### NPO評価認証制度の構築
佐藤は、公益財団法人日本非営利組織評価センター（JCNE）を通じ、信頼性の高い非営利組織の評価認証制度の構築にも携わっている。JCNEでは、ガバナンスやコンプライアンスを重視した評価制度を提供し、寄付者が安心して寄付や支援ができる環境の整備に尽力している。

## 経歴
- 1996年：学生団体アウトポスト 設立（のち法人化）
- 1998年：NPO法人ドットジェイピー 設立
- 2003年：株式会社ヒューマンデザインオーソリティ 設立
- 2007年：NPO法人チャリティ・プラットフォーム 設立
- 2010年：一般財団法人ジャストギビング・ジャパン 設立
- 2021年：武蔵野大学アントレプレナーシップ学部教授 就任
- 2022年：公益財団法人日本非営利組織評価センター（JCNE）理事長 就任
- 2023年：42 Tokyo副理事長・事務局長 就任

## 主な役職

### 現職
- 武蔵野大学アントレプレナーシップ学部 教授
- 大阪芸術大学 客員教授
- NPO法人ドットジェイピー 理事長
- 42 Tokyo 副理事長・事務局長
- 公益財団法人日本非営利組織評価センター 理事長
- コングラント株式会社 取締役
- 株式会社Whiskey&Co. 取締役
- NPO法人 東京レインボープライド 理事
- 一般社団法人日本承継寄付協会 理事
- 株式会社トラストバンク アドバイザー
- ディップ株式会社 アドバイザー

#### 主な行政などの委員
- 2003年：大阪大学 ベンチャービジネスラボラトリ 客員研究員
- 2010年1月〜2010年8月：鳩山由紀夫内閣 内閣府非常勤国家公務員（新しい公共円卓会議 政策調査員）
- 2010年12月〜2011年3月：内閣府 新しい公共推進会議 情報開示・発信基盤に関するWG 委員
- 2010年8月〜2011年3月：電気事業連合会 有識者会議 委員
- 2011年4月〜2011年12月：総務省 常時啓発事業のあり方等研究会 委員
- 2012年3月〜2022年3月：三重県庁 政策アドバイザー
- 2013年8月〜2013年12月：内閣府 共助社会づくり懇談会信頼性WG 委員
- 2018年3月〜2019年3月：大阪マラソン チャリティ部会 専門委員
- 2019年2月〜現在：一般財団法人日本民間公益活動連携機構（JANPIA）専門家委員
- 2020年5月〜2020年7月：総務省 地域おこし協力隊等の今後に向けた意見交換会 委員
- 2023年10月〜2024年6月：内閣府 地方議会における女性議員の比率向上に関する取組等に関する調査研究企画委員会 委員

#### 主な役職（過去）
- 2003年：大阪大学 ベンチャービジネスラボラトリ 客員研究員
- 2004年：早稲田大学マニフェスト研究所 客員研究員
- 2011年：デジタルハリウッド大学院大学 客員教授
- 2012年：大阪大学 招へい研究員
- 2014年：公益財団法人プラン・インターナショナル・ジャパン 評議員
- 2016年：NPO法人新公益連盟 幹事
- 2016年：日本NPO学会 理事
- 2017年：一般社団法人日本クラウドファンディング協会 理事
- 2017年：一般社団法人Change.org Japan 理事
- 2019年：一般財団法人あしなが育英会 理事

## 表彰・受賞歴
- 2015年：G1・KIBOWソーシャルアワード 社会起業家賞 受賞
- 2022年：フォーブスジャパン "日本のルールメーカー30人" 選出

## 著書等
著書
- 2010年『市議会議員になる方法』（ダイヤモンド社）

共著
- 2003年『オモシロキ コトモナキ世ヲ オモシロク』（サンクチュアリ出版）
- 2015年『NPOの教科書』（日経BP）

監修
- 2007年『人生のプロジェクト』（サンクチュアリ出版）
- 2006年『タネダミキオでございます』（新潮社）
- 2016年『ぼくらがクラウドファンディングを使う理由』（学芸出版社）